# Simon Starling
Simon Starling, född 1967 i Epsom i Surrey i Storbritannien, är en brittisk konceptkonstnär.
Simon Starling studerade fotografi på Universitetet i Nottingham Trent och sedan på Glasgow School of Art.
Simon Starling vann Turnerpriset 2005. Ett av konstverken som ställdes ut i samband med turnerpriset var Tabernas Desert Run (2004), vilket består av en cykel som drivs av syre och väte, som Starling åkte 66 km genom Tabernasöknen med. Den enda restprodukten var vatten, vilket han använde i en akvarellmålning föreställande en kaktus. Han beskriver sitt arbete som "den fysiska manifestationen av en tankeprocess".
Simon Starling är professor på Städelsches Kunstinstitut i Frankfurt am Main i Tyskland (2012).